# 13-та гвардійська танкова дивізія (СРСР)
13-та гвардійська танкова Полтавська ордена Леніна, двічі Червонопрапорна, орденів Суворова і Кутузова дивізія (13 гв. ТД, в/ч 30206) — військове з'єднання танкових військ Радянської армії, що існувало у 1957—1990 роках. Дивізія створена 15 грудня 1956 року, як 21-ша гвардійська танкова дивізія на основі 39-ї гвардійської механізованої дивізії у місті Веспрем, Угорщина. Дивізія відносилась до розгорнутих першого ешелону, тому була укомплектована особовим складом і технікою майже на 100% від штатної чисельності. У 1965 вона була перейменована на 13-ту гвардійську танкову дивізію.

## Історія
Створена 15 грудня 1956 року, як 21-ша гвардійська танкова дивізія на основі 39-ї гвардійської механізованої дивізії у місті Веспрем, Угорщина.
У 1961 році створено 698-й окремий ракетний дивізіон.
Від 19 лютого 1962 створено 77-й окремий ремонтно-відновлювальний батальйон.
Від 11 січня 1965 року перейменована, як 13-та гвардійська танкова дивізія.
У 1968 році 372-й окремий гвардійський саперний батальйон був перейменований, як 372-й окремий гвардійський інженерно-саперний батальйон.
У 1972 році 488-ма окрема рота хімічного захисту була переформована, як 000 окремий батальйон хімічного захисту.
У 1980 році 86-й окремий моторизований транспортний батальйон був переформований, як 1080-й окремий батальйон матеріального забезпечення, а 33-тя окрема гвардійська реактивна артилерійська батарея була включена до складу артилерійського полку.
У 1985 році 000 окремий батальйон хімічного захисту був переформований, як 334-та окрема рота хімічного захисту.
Від 7 вересня 1987 року 698-й окремий ракетний дивізіон був переданий до складу 459-ї ракетної бригади.
Розформована в грудні 1989 року:
130-й гвардійський танковий полк, 56-й окремий розвідувальний батальйон та 77-й окремий ремонтно-відновлювальний батальйон були передані до 19-ї гвардійської танкової дивізії.

## Структура
Протягом історії з'єднання його стурктура та склад неодноразово змінювались.

### 1960
- 130-й гвардійський важкий танковий полк (Веспрем, Угорщина) - 15.12.56 з 106-й гвардійський важкий танково-самохідний полк, 1962 переформований на 130-й гвардійський танковий полк
- 144-й танковий полк (Сарбоґард[en], Угорщина) - 15.12.56 новий
- 201-й танковий полк (Полґарді[en], Угорщина)
- 6-й гвардійський мотострілецький полк (Таборфальва[en], Угорщина)
- 1233-й гвардійський артилерійський полк (Тамаши, Угорщина)
- 1215-й зенітний артилерійський полк (Дунафельд[en], Угорщина)
- 56-й окремий розвідувальний батальйон (Вечеш, Угорщина)
- 372-й окремий гвардійський саперний батальйон (Байя, Угорщина)
- 139-й окремий гвардійський батальйон зв'язку (Щенткералишабадья[en], Угорщина)
- 000 окрема рота хімічного захисту (Байя, Угорщина)
- 167-й окремий санітарно-медичний батальйон (Толна, Угорщина)
- 86-й окремий моторизований транспортний батальйон (Толна, Угорщина)

### 1970
- 130-й гвардійський танковий полк (Веспрем, Угорщина)
- 144-й танковий полк (Сарбоґард, Угорщина)
- 201-й танковий полк (Полґарді[en], Угорщина)
- 6-й гвардійський мотострілецький полк (Таборфальва[en], Угорщина)
- 1233-й гвардійський артилерійський полк (Тамаши, Угорщина)
- 1215-й зенітний артилерійський полк (Дунафельд[en], Угорщина)
- 698-й окремий ракетний дивізіон (Щенткералишабадья[en], Угорщина)
- 33-тя окрема реактивна артилерійська батарея (Веспрем, Угорщина)
- 56-й окремий розвідувальний батальйон (Вечеш, Угорщина)
- 372-й окремий гвардійський інженерно-саперний батальйон (Байя, Угорщина)
- 139-й окремий гвардійський батальйон зв'язку (Щенткералишабадья[en], Угорщина)
- 000 окрема рота хімічного захисту (Байя, Угорщина)
- 77-й окремий ремонтно-відновлювальний батальйон (Веспрем, Угорщина)
- 167-й окремий санітарно-медичний батальйон (Толна, Угорщина)
- 86-й окремий моторизований транспортний батальйон (Толна, Угорщина)

### 1980
- 130-й гвардійський танковий полк (Веспрем, Угорщина)
- 144-й танковий полк (Сарбоґард, Угорщина)
- 201-й танковий полк (Полґарді[en], Угорщина)
- 6-й гвардійський мотострілецький полк (Таборфальва[en], Угорщина)
- 1233-й гвардійський артилерійський полк (Тамаши, Угорщина)
- 1215-й зенітний ракетний полк (Дунафельд[en], Угорщина)
- 698-й окремий ракетний дивізіон (Щенткералишабадья[en], Угорщина)
- 56-й окремий розвідувальний батальйон (Вечеш, Угорщина)
- 372-й окремий гвардійський інженерно-саперний батальйон (Байя, Угорщина)
- 139-й окремий гвардійський батальйон зв'язку (Щенткералишабадья[en], Угорщина)
- 000 окремий батальйон хімічного захисту (Байя, Угорщина)
- 77-й окремий ремонтно-відновлювальний батальйон (Веспрем, Угорщина)
- 167-й окремий медичний батальйон (Толна, Угорщина)
- 1080-й окремий батальйон матеріального забезпечення (Толна, Угорщина)

### 1988
- 130-й гвардійський танковий полк (Веспрем, Угорщина)
- 144-й танковий полк (Сарбоґард, Угорщина)
- 201-й танковий полк (Полґарді[en], Угорщина)
- 6-й гвардійський мотострілецький полк (Таборфальва[en], Угорщина)
- 1233-й гвардійський артилерійський полк (Тамаши, Угорщина)
- 1215-й зенітний ракетний полк (Дунафельд[en], Угорщина) - 1989 передислоковано до Лепшені[en]
- 56-й окремий розвідувальний батальйон (Вечеш, Угорщина)
- 372-й окремий гвардійський інженерно-саперний батальйон (Байя, Угорщина)
- 139-й окремий гвардійський батальйон зв'язку (Щенткералишабадья[en], Угорщина)
- 334th-й окрема рота хімічного захисту (Байя, Угорщина)
- 77-й окремий ремонтно-відновлювальний батальйон (Веспрем, Угорщина)
- 167-й окремий медичний батальйон (Толна, Угорщина)
- 1080-й окремий батальйон матеріального забезпечення (Толна, Угорщина)

## Розташування
- Веспремські казарми [визначення США: Veszprem Army Barracks 201]: 47 06 48N, 17 55 06E (Штаб дивізії, 130-й гвардійський танковий полк та 77-й окремий ремонтно-відновлювальний батальйон і 33-тя окрема реактивна артилерійська батарея)
- Сарбоґардські[en] казарми [визначення США: Sarbogard Army Barracks 221]: 46 53 26N, 18 37 55E (144-й танковий полк)
- Полґардіські[en] казарми [визначення США: Polgardi Army Barracks 201]: 47 04 13N, 18 18 08E (201-й танковий полк)
- Таборфальвські[en] казарми [визначення США: Orkeny Army Barracks Kossuth 202]: 47 05 34N, 19 28 17E (6-й гвардійський мотострілецький полк)
- Тамашиські казарми [визначення США: Tamashi Army Barracks 201]: 46 37 35N, 18 16 00E (1233-й гвардійський артилерійський полк)
- Дунафельдські[en] казарми [визначення США: Dunafoldvar Army Barracks 201]: 46 50 02N, 18 54 26E (1215-й зенітний ракетний полк)
- Щенткералишабадські[en] казарми [визначення США: Veszprem Army Barracks 808]: 47 04 49N, 17 58 47E (698-й окремий ракетний дивізіон та 139-й окремий гвардійський батальйон зв'язку)
- Вечеські казарми [визначення США: Budapest AAA Barracks Stromfeld Aurel 207]: 47 25 23N, 19 13 47E (56-й окремий розвідувальний батальйон)
- Байські казарми [визначення США: Baja Army Barracks Tur Istvan 202]: 46 11 24N, 18 56 07E (372-й окремий гвардійський інженерно-саперний батальйон та 334-та окрема рота хімічного захисту)
- Толнські казарми [визначення США: Tolna Army Barracks 201]: 46 26 03N, 18 46 47E (167-й окремий медичний батальйон та 1080-й окремий батальйон матеріального забезпечення)

## Оснащення
12.85: 9350 ос., 313 Т-64A, 134 БМП-1, 27 БТР-60, 1 БТР-60 або 70, 18 122мм 2С1 «Гвоздика», 54 122мм Д-30, 36 152мм 2С3 «Акація»